# 戴恩·桑德森
戴恩·丹尼·伦纳德·桑德森（英語：Dion Dannie Leonard Sanderson，1999年12月15日—）是一名英格蘭足球運動員，司職後衛，現時被英甲球會伯明翰外借至英冠球會布力般流浪。

## 職業生涯

### 狼隊
桑德森在8歲時便加入狼队足球學院，2018年簽下首份職業合約，一年後再與球會續約兩年，另有一年行使權。他曾隨一隊參加2019年英超亞洲盃，而球隊在決賽以1-0擊敗曼城奪冠。2019年10月30日英格蘭聯賽盃對阿士東維拉的賽事，他首次職業上場。2020年1月31日，桑德森被外借到卡迪夫城至季末。

#### 新特蘭
桑德森與狼队續約至2022年後，在2020年10月被外借到英甲球會桑德兰整個賽季。2021年3月6日對罗奇代尔的比賽，他打進職業生涯首顆進球，使球隊以2-0取勝。雖然球隊打隊打進英格蘭足球聯賽錦標賽決賽，但因為盃賽限制使他不能上場，最終球隊奪軍。
在4月底，桑德森因為背傷而提早報銷賽季，錯過了球隊晉級附加賽賽事。季後他當選為球迷選出最佳年青球員。

#### 伯明翰
2021年，桑德森與球會續約四年後便在7月19日被外借到英冠球會伯明翰至季末。他在英格蘭聯賽盃第二輪對富勒姆的比賽首次代表伯明翰上場，9月18日作客3-0不敵彼得伯勒联的比賽中則首次聯賽上場，他在半場時換下受傷的馬克·羅伯茨，很快他成為了先發陣容常規成員之一。2022年1月4日，由於母會數名球員離隊參加國際賽或受傷缺席，桑德森被狼隊召回結束在伯明翰的歲月。

#### 女王公園巡遊者
2022年1月25日，他被外借到女王公园巡游者至球季結束。他共項各項賽事上場12次，其中1次為盃賽。

#### 二度外借伯明翰
2022年7月5日，他再度外借至伯明翰城至球季結束。

#### 伯明翰
经过漫长的谈判，桑德森于2023年7月15日正式加盟伯明翰城队，合同为期四年，转会费未公开。